# Kosmos 2385
Kosmos 2385, ruski vojni komunikacijski satelit iz programa Kosmos. Vrste je Strijela-3 (br. 144 L (844)).
Lansiran je 28. prosinca 2001. godine u 03:24 s kozmodroma Pljesecka u Rusiji. Lansiran je u nisku orbitu oko planeta Zemlje raketom nosačem Ciklon-3 11K68. Orbita mu je 1416 km u perigeju i 1417 km u apogeju. Orbitna inklinacija mu je 82,54°. Spacetrackov kataloški broj je 27056. COSPARova oznaka je 2001-058-B. Zemlju obilazi u 114,14 minuta. 
Strijela-3 su bili sateliti namijenjeni vojnim i vladinim komunikacijama. Bili su jednostavni sustav pohrane-ispuštanja posebice koristan u prosljeđivanju (relejno) neesencijalna prometa između Ruske Federacije i prekomorskih postaja ili snaga.
Skupa s ovim satelitom lansirana su još dva satelita iz vrste Strijela i tri satelita vrste Glasnik.

## Vanjske poveznice
- N2YO.com Search Satellite Database
- Celes Trak SATCAT Format Documentation (engl.)
- Kunstman  Arhivirana inačica izvorne stranice od 12. kolovoza 2019. (Wayback Machine) Satellites in Orbit (engl.)